# Mats Jonasson
Mats Gunnar Jonasson (født 1945 i Målerås) er en svensk glas-designer. Han er kendt for sine graverede krystalglasskulpturer med motiver af bl.a. flora og fauna fremstillet på Målerås Glasbruk i Småland, en del af Glasriget, i det sydlige Sverige. Hans produkter markedsføres og sælges over hele verden.
Jonasson er bestyrelsesformand for Mats Jonasson Design AB og Målerås Gjuteri AB, og han er bestyrelsesmedlem i Målerås Glasbruk AB og AB Glasriket En Aktör För Regionens Utveckling.